# جون لادريار
جون لادريار(Jean Ladrière)، فيلسوف ورياضي بلجيكي، ولد سنة 1921 وتوفي في سنة 2007، درس فلسفة العلوم والفلسفة الاجتماعية بالجامعة الكاثوليكية بلوفان، وقد عرف كمتخصص عالمي في المجال الإيتيقي للعلوم التقنية. اهتم لادريار يقيمة العلم الحديث وبأهمية الكشوفات والتطبيقات الرياضية في الفكر المعاصر. ومن أهم كتاباته: «رهانات العقلانية: تحدي العلم والتكنولوجيا بالنسبة إلى الثقافات» في سنة 1977، «أسس نظرية في العدالة» في سنة 1984، «الإيتيقيا في عالم العقلانية» 1997، «العقيدة المسيحية ومصير العقل» سنة 2004.